# 1176년

## 연호
- 남송(南宋) 순희(淳熙) 3년
- 금(金) 대정(大定) 16년
- 일본(日本) 안겐(安元) 2년
- 서하(西夏) 건우(乾祐) 7년
- 리 왕조(李朝) 찐푸(貞符) 원년

## 기년
- 남송(南宋) 효종(孝宗) 14년
- 금(金) 세종(世宗) 16년
- 고려(高麗) 명종(明宗) 6년
- 서하(西夏) 인종(仁宗) 37년
- 리 왕조(李朝) 고종(高宗) 원년

## 사건
- 망이 망소이난

## 탄생
- 수부타이의 탄생

## 사망
- 고려시대의 무신 조위총
- 고려의 윤인첨 죽음(윤관의 손자)